# Branko Strupar
Branko Strupar (Zagreb, Croacia (ex República Federativa Socialista de Yugoslavia), 9 de febrero de 1970) es un exfutbolista croata nacionalizado belga, que se desempeñó como delantero y militó en diversos clubes de Croacia, Bélgica e Inglaterra.

## Clubes
| Club          | País       | Año       |
| ------------- | ---------- | --------- |
| NK Špansko    | Croacia    | 1989-1994 |
| Genk          | Bélgica    | 1996-1998 |
| Derby County  | Inglaterra | 1999-2003 |
| Dinamo Zagreb | Croacia    | 2003-2004 |

## Selección nacional
Strupar fue miembro de la selección de fútbol de Bélgica, entre los años 1999 y 2002, jugando 4 años en el seleccionado belga, con la cual jugó 17 partidos internacionales y anotó 5 goles por dicho seleccionado. Incluso participó con su selección en una sola Copa Mundial y fue la de Corea del Sur-Japón 2002, donde su selección quedó eliminado en los octavos de final, a manos de su similar de Brasil, que a la postre fue el campeón. También participó en la Eurocopa 2000, torneo en que su país organizó en conjunta con sus vecinos de Holanda, donde su selección quedó eliminado en la primera fase.

## Participaciones en Copas del Mundo
| Mundial                        | Sede                  | Resultado        |
| ------------------------------ | --------------------- | ---------------- |
| Copa Mundial de Fútbol de 2002 | Corea del Sur - Japón | Octavos de final |